# Gorenja vas, Trebnje
Gorenja vas este o localitate din comuna Trebnje, Slovenia, cu o populație de 14 locuitori.